# هيدروكسيلاز التريبتوفان

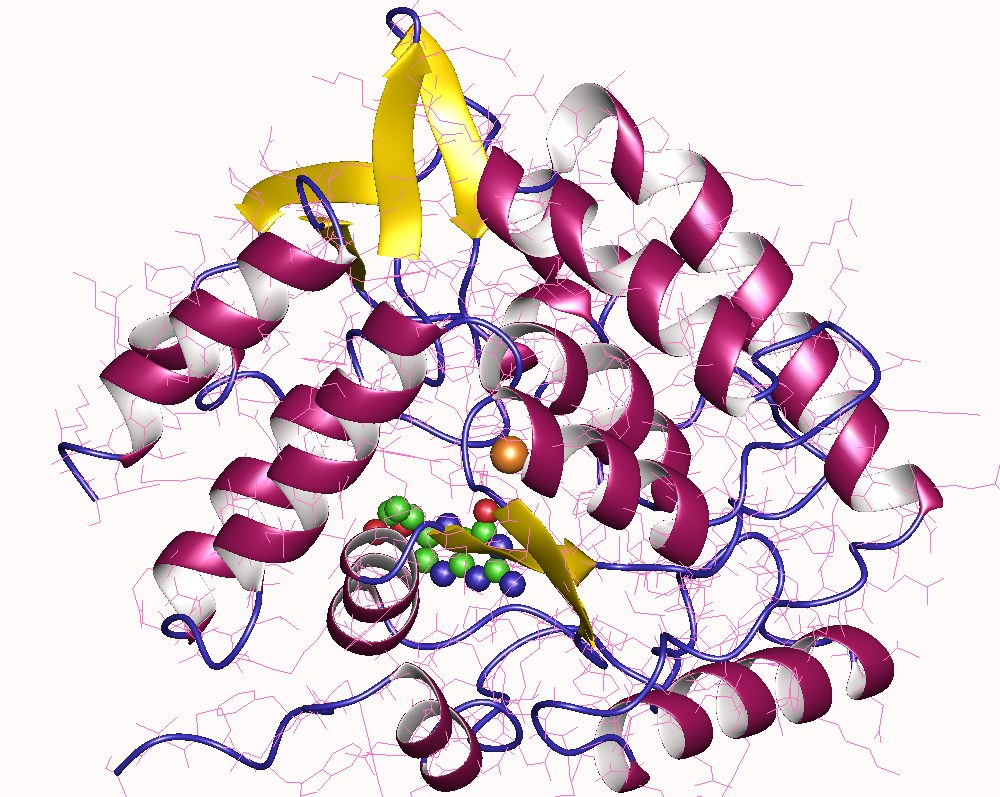
هيدروكسيلاز التريبتوفان

هيدروكسيلاز التريبتوفان (اختصاراً TPH) (ملاحظة 1) هو إنزيم يقوم على المستوى الجزيئي بإضافة مجموعة هيدروكسيل إلى الحمض الأميني تريبتوفان، حيث يتشكل 5-هيدروكسي التريبتوفان.
ينتمي هيدروكسيلاز التريبتوفان، كما هو الحال مع هيدروكسيلاز التيروسين وهيدروكسيلاز الفينيل ألانين، إلى مجموعة إنزيمات هيدروكسيلاز الحمض الأميني العطري المعتمدة على رباعي هيدرو البيوبتيرين كركيزة.
يلعب هيدروكسيلاز التريبتوفان دوراً في الاصطناع الحيوي للناقل العصبي سيروتونين.